# Bertil Ekström
Bertil Ekström, kallad "Knalle", född 1919 i Sventorps socken, Skaraborgs län, död 24 februari 1951, var maskiningenjör och mekaniker vid Norsk-brittisk-svenska Antarktisexpeditionen 1949 till 1951, då han omkom i en olycka.
Ekström arbetade åren 1934–1940 som verkstadsreparatör och från 1941 som civilanställd vid P 3 i Strängnäs.  Under fortsättningskriget i Finland 1941 tjänstgjorde han under tre månader som stridsmekaniker.
Den 24 februari 1951 omkom Ekström tillsammans med Leslie Quar och John Ellis Jelbart medan Stig Hallgren överlevde, då deras snövessla i dimma kom över shelfiskanten och störtade ner i havet. Ekström körde snövesslan och ingen ombord upptäckte förrän det var för sent, att ett flera hundra meter stort stycke av hamnens iskaj hade brutits loss.
Ekströms shelfis är uppkallad efter Bertil Ekström.